# 라미 (기업)
라미(독일어: Lamy)는 필기구를 생산하는 브랜드이며 독일의 기업이지만 유니에게 인수됐다. 라미는 1930년, 미국의 파커 (기업) 판매 담당자였던 요제프 라미(Josef Lamy)에 의해 설립되었으며, 설립지는 독일 하이델베르크이다. 인터넷에서는 다양한 라미 제품들을 만나 볼 수 있다 라미의 트레이드 마크인 사파리로 잘 알려져 있다.

## 디자인 특징
제품에 가벼운 느낌이나 무거운 느낌을 적절하게 활용하여 현대적인 디자인을 잘 살려내는 것이 특징인 브랜드이다. 이러한 브랜드 디자인은 독일의 바우하우스 운동에서 영감을 얻었다.
  만년필 등 다른 제품에서 다른 브랜드들이 몽블랑식 디자인을 카피할 때 독자적으로 실용주의 노선을 택하여 라미만의 독특한 디자인을 유지할 수 있었는데, 여기서 라미만의 정체성을 볼 수 있다. 그 실용적 디자인의 예시로 1966년에 출시된 라미 2000과 1980년에 출시된 라미 사파리가 그 예가 될 수 있다.

## 상품 분야

### 만년필
2000과 페르소나(단종)을 제외한 모든 라미의 만년필의 닙은 같은 규격을 사용하기 때문에 서로 바꿔 끼울 수 있다. 문제점으로는 닙의 분할이 5:5가 아닌 6:4이거나 분할이 사선으로 되어 있거나 닙이 흔들릴 수 있다는 것이다. 장점은 사파리, 조이 ,알 스타 같은 만년필의 경우 그립을 잡기 쉽게 만들고 잉크 잔량을 확인 할 수 있게 그립 위쪽에 구멍을 뚫었다. 주요 제품으로는 임포리움, 다이얼로그 3, 2000, 악센트, 스튜디오, 사파리, 알스타, 룩스등이 있다.

### 볼펜
볼펜 자체에는 문제가 없으나 내장심인 m16의 성능이 가격 대비 뛰어나지 않아 평가가 좋지는 않다.(심이 매우 부드러우나, 끊김이 있다.) 라미의 볼펜 규격은 독자 규격이기 때문에 다른 회사의 심을 사용하기 위해서는 어뎁터를 사용하거나 개조가 필요하다. 주요 제품으로는 2000, 알스타, 사파리, 피코, 스튜디오, 스칼라, CP1 등이 있다.

### 멀티시스템 펜
가격은 30000~ 120000원 정도 한다.
돌려서 색을 바꾸는 것과, 원하는 색을 보고 눌러서 색을 바꾸는 것이 있다.

### 샤프 펜슬
라미 2000, 라미 사파리, 라미 알스타 등 다양한 샤프가 있다. 그리고 대체로 라미 샤프에는 유격이 있는 편이긴 하지만, 크게 체감할 정도는 아니다.가격은 모델에 따라서 매우 다르다. 촉 수납 기능과 부드러운 필기감등, 이름값을 한다고 평가를 받는다. 다만 그립은 호불호가 크게 갈린다.

### 잉크
빨강, 파랑, 검정, 터키옥색, 초록, 레몬 등의 잉크 컬러가 있다. 병잉크와 카트리지가 있다.

## 같이 보기
- 만년필
- 샤프 펜슬
- 볼펜
- 펜
- 잉크